# Neve Ativ
Neve Ativ (în ebraică נווה אטיב) este un mic moșav în nordul Israelului, pe panta Muntelui Hermon. Înființat în anul 1972, în acest moshav locuiesc 37 familii ocupînduse cu turismul.

## Turism
Industria principală a moșavului este turismul. Neve Ativ operează o înfloritoare stațiune, Stațiunea de schi Muntele Hermon are o lungime a pârtiilor de 25 kilometri, coboarǎ de la altitudine de 2814 m, fiind cea mai apropiatǎ zonǎ de cazare organizatǎ pentru vizitatori în zonă.
Stațiunea a fost distrusǎ în Războiului de Yom Kippur. În sezonul următor, stațiunea a fost din nou în afaceri. Frank Riley a scris în Los Angeles Times, "Acesta este un munte și o experiență care ar trebui să se întâmple cel puțin o dată în viață fiecare schior a lui". Sezonul de schi dureazǎ trei luni, în medie (decembrie - martie). în ianuarie 2000, stațiunea a fost vizitatǎ 11.000 turiști. 